# فيل سولومون
فيل سولومون (بالإنجليزية: Phil Solomon)‏ هو صانع أفلام أمريكي، ولد في 3 يناير 1954 في نيويورك في الولايات المتحدة.

## وصلات خارجية
- فيل سولومون على موقع IMDb (الإنجليزية)
- فيل سولومون على موقع قاعدة بيانات الفيلم (الإنجليزية)